# Ocicat
Ocicat är en kattras från USA. Den har fått sitt namn för sin utseendemässiga likhet med ozelot.

## Historia
Den första ocicaten föddes i USA 1964-talet. Den är ursprungligen en korsning mellan siames, abessinier och amerikanskt korthår.
Mrs Dalai, en siamesuppfödare, korsade en siames med en abessinier och fick en kull som alla tyvärr innehöll abessinierliknande ungar och ingen blev en abytecknad siames, vilket var det hon var ute efter. En hona ur den gruppen parades sedan med en siames och hon fick den kull hon ville. En av ungarna, Tonga, var dock en överraskning, den hade ljusa guldfärgade fläckar mot en elfenbensvit bakgrund. Tonga kastrerades dock och såldes. Den nya ägaren ställde ut katten och han fick stor uppmärksamhet i USA, en genetiker ville se en tamkatt som liknade några av de utrotningshotade vilda katterna. Uppfödaren startade då ett avelsprogram för rasen och flera uppfödare följde efter. För att få en större storlek på rasen användes även amerikanska korthår i det tidiga avelsarbetet, vilket också förde med sig silvervarianterna.
Uppfödarens dotter döpte rasen till oci-cat för deras likhet till ozeloten.

## Utseende
Kännetecknande för ocicaten är bland annat den är spotted, det vill säga fläckigt mönster som ska ge ett vilt intryck. Den har en smidig, muskulös och proportionerligt byggd kropp. Huvudet är mjukt triangelformat med mandelformade ögon som sitter något brett isär samt öron som sitter i 45 graders vinkel. Käkpartiet är välutvecklat. Pälsen är slät, glansig och ligger tätt mot kroppen. Rasen är godkänd i 12 olika färgvarianter: svart, choklad, kanel, blå, lila och fawn (en beige nyans), samt dessa färger med silver. Inom SVERAK är endast den spottade varianten godkänd, men det förekommer också tabbymönstrade och solida (omönstrade) katter.

## Temperament
Ocicaten brukar beskrivas som en trofast och intelligent katt som vill vara nära sin ägare. Rasen är i allmänhet livlig, påhittig och lekfull till sin natur. Ocicaten är också en social kattras som brukar trivas tillsammans med andra katter. Dess intelligens och livlighet gör att de gärna hittar på hyss i hemmet, men också att de ofta tycker om att tränas och lära sig saker.